# Patrice Delaveau
Pour les articles homonymes, voir Delaveau.
Patrice Delaveau, né le 27 janvier 1965 à Rambouillet (Yvelines), est un cavalier français de saut d'obstacles.
Il est 6e au classement mondial FEI de 2014 (2e meilleur cavalier français). En 2010, il est vice-champion du monde par équipe lors des Jeux Équestres Mondiaux de Lexington avec Katchina Mail. En 2014, il est vice champion du monde aux JEM en Normandie en individuel et en équipe avec Orient Express*HDC.

## Biographie
Père de 3 enfants, il est installé en Normandie, dans la petite commune du Pin entre Lisieux et Pont-L'Evêque. Après avoir fait ses débuts à l'âge de 6 ans et obtenu son Second Degré (Galop 7) à 11 ans, il gagne successivement le championnat de France Cadets en 1979, le championnat de France Juniors en 1980 et 1981 et le championnat de France Jeunes Cavaliers en 1985. Il obtient également la médaille d'or en individuel et la médaille d'argent par équipe aux Championnats d'Europe Jeunes Cavaliers à Donaueschingen (Allemagne) avec Laeken HN en 1985. À 21 ans, il devient le plus jeune cavalier français médaillé dans un grand championnat en remportant la médaille de bronze par équipe aux Championnats du Monde de 1986. Etendard du Nord, Iéna A et Laeken sont les chevaux qui ont marqué le début de sa carrière, mais il a monté de nombreux chevaux au plus haut niveau dont les noms sont restés célèbres, comme Jumpy des Fontaines, Jaguar Mail, Haxelle Dampierre, Vicomte du Mesnil, Envoyé spécial, Orient de Frebourg...
Son cheval de tête actuel est Orient Express*HDC.
Il montait Katchina Mail (née en 1998 au Haras de Brullemail chez Bernard Le Courtois) avec laquelle il a gagné la médaille d'argent par équipe aux Jeux équestres mondiaux de 2010. Il a aussi monté Nayana, avec qui il a été 5e du Grand Prix de Madrid et 3e du German Masters en 2010,. Il est le cavalier d'Ornella Mail, 4e du Grand Prix du CSI-3* de Canteleu en 2010 et 5e du Grand Prix de la ville de Bordeaux en 2011.
Avec l'arrivée récente d'Orient Express dans ses écuries et le soutien sans faille de ses propriétaires, Patrice dispose d'un piquet de chevaux qui lui permet d'envisager l'avenir avec sérénité.
Fort de sa médaille d'argent mondiale décrochée à Lexington en 2010, il est résolument tourné vers les Jeux Olympiques de Londres en 2012 et les prochains Jeux équestres mondiaux qui se dérouleront en France en 2014.
Cependant, peu avant l'ouverture des Jeux Olympiques, il déclare forfait à la suite de la blessure de son cheval.
En 2011, après plusieurs victoires dans des Grand Prix de CSI-5* (CSIO de Falsterbo, CSI de Gijón) et CSI-4* (Liège), il remporte le Grand National de saut d'obstacles, en étant vainqueur de la dernière étape de Paris-Étrier avec Orient Express, en équipe avec Florian Angot.
En 2013, il remporte le Grand Prix du CSI-5* du Hong Kong Masters avec Lacrimoso 3*HDC, remportant par ailleurs 4 épreuves et prenant une 2e place sur les 5 épreuves qu'il a disputées, le Grand Prix du CSIO de La Baule avec Orient Express*HDC et le Derby de La Baule en 2013 avec Ornella Mail*HDC.
En 2014, pour les Jeux équestres mondiaux de Caen, il obtient la médaille d'argent par équipe, avec Orient Express. Et il est le seul français à être qualifié pour la finale tournante. Il sera vice champion du monde, toujours avec Orient Express HDC. Il fera 4 sans faute avec les chevaux de Beezie Madden, Rolf-Göran Bengtsson et Jeroen Dubbeldam. Mais 1 point de temps dépassé, avec Casal Ask permettent à Jeroen Dubbeldam de prendre la tête, lui aussi avec 4 sans faute.

## Palmarès[4]
- 1986 : Médaille de Bronze par équipe aux Championnats du Monde à Aix la Chapelle (Allemagne) avec Laeken HN, aux côtés de Pierre Durand (Jappeloup), Fréderic Cottier (Flambeau C) et Michel Robert (Lafayette).
- 1996 : 4e par équipe aux Jeux Olympiques d'Atlanta (États-Unis) avec Roxane de Gruchy
- 1997 : 4e par équipe et 14e en individuel aux Championnats d'Europe de Mannheim (Allemagne) avec Vicomte du Mesnil
- 2000 : 4e par équipe aux Jeux Olympiques de Sydney (Australie) avec Caucalis
- 2004 : Membre de l'équipe vainqueur de la Super Ligue, 3e du Grand Prix et 4e de la Coupe des Nations de Lisbonne (Portugal), 5e du Grand Prix du CSIO de La Baule  avec Fracastor Mail, 2e des étapes la Coupe des Nations d'Hickstead (Grande-Bretagne), de Dublin (Irlande) et de Barcelone (Espagne) et 4e du Grand Prix du CSIO d'Hickstead, 3e du Grand Prix Coupe du Monde de Bordeaux, 7e du Grand Prix Coupe du Monde de Paris-Bercy et 6e du Grand Prix du CSI-A de Madrid (Espagne) avec Envoyé Spécial
- 2005 : Médaille d’Argent par équipe et 4e en individuel aux Jeux Méditerranéens d’Almeria (Espagne) avec Jumpy des Fontaines
- 2006 : 2e du Grand Prix de la ville de Madrid au CSI-4* de Madrid (Espagne) avec Jumpy des Fontaines
- 2007 : 7e du Grand Prix du CSI-5* de Paris avec Katchina Mail
- 2008 : 1er du Grand Prix du CSI-5* de Geesteren, 4e du Grand Prix du CSI-5* RIDE de Deauville et du Grand Prix du CSI-4* de Bourg-en-Bresse, 5e de la Coupe des Nations de La Baule, 7e du Grand Prix du CSI-4* de Gijón (Espagne), du Grand Prix du CSIO de Dublin (Irlande) et du Grand Prix Coupe du Monde de Bordeaux avec Katchina Mail
- 2009 : 

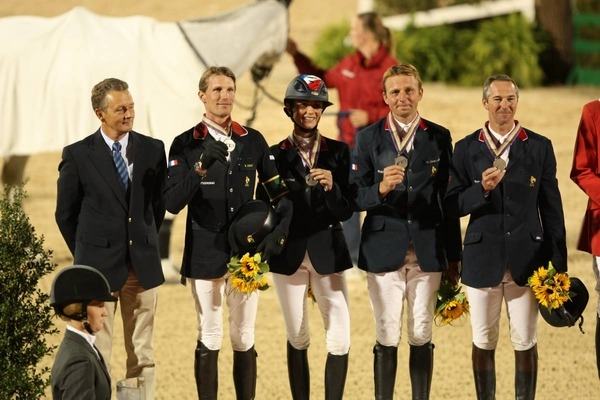
L'équipe de France, vice-championne du Monde aux JEM de Lexington, en 2010.

  - Membre de l'équipe vainqueur de la Meydan Nations Cup, 1er de la Coupe des Nations et du Grand Prix du CSI-5* de Gijón (Espagne) et 3e de la Coupe des Nations du CSIO-5* de Falsterbo (Suède) avec Katchina Mail.
  - 3e du Grand Prix Coupe du Monde du CSI-5* d'Oslo (Norvège) et 7e du Grand Prix Coupe du Monde du CSI-5* d'Helsinki (Finlande)  avec Katchina Mail.
- 2010 :
  - 3e du Grand Prix Coupe du Monde du CSI-5* de Bordeaux et 11e de la finale de la coupe du monde à Genève (Suisse) avec Katchina Mail. L'équipe de France, vice-championne du Monde aux JEM de Lexington, en 2010.
  - Membre de l'équipe  vainqueur de la Meydan Nations Cup, 1er de la Coupe des Nations du CSIO-5* de Rome en Italie et 7e du Grand Prix Global Champions Tour de Cannes avec Katchina Mail.
  -  Vice-Champion du Monde par équipes aux JEM de Lexington (États-Unis) associé à Katchina Mail, avec Pénélope Leprevost, Olivier Guillon, et Kevin Staut[5].
- 2011 : 
  - 1er du Derby du CSI-5* de Falsterbo (Suède) et du Grand Prix de la ville d'Helsinki et 5e du Grand Prix Coupe du Monde d'Helsinki (Finlande), 2e du Grand Prix du CSI-5* de Chantilly, 5e du Grand Prix de la ville de Bordeaux au CSI-5* de Bordeaux, 11e du Grand Prix du Global Champions Tour d'Abu Dhabi (EAU) et 14e du Grand Prix du Global Champions Tour de Cannes avec Ornella Mail
  - 1er du Grand Prix du CSIO-5* de Falsterbo (Suède), du Grand Prix du CSI-5* de Gijón (Espagne) [6] et du Grand Prix du CSI-4* de Liège (Belgique), 3e de la Coupe des Nations de Dublin (Irlande) et du Grand Prix Coupe du Monde de Genève (Suisse), 11e du Grand Prix du Global Champions Tour de Chantilly avec Orient Express
  - 2e de la Coupe des Nations de Lummen (Belgique) et 3e du Grand Prix du CSI-3* de Hardelot avec Nayana
  - 1er du Grand Prix du CSI-2* de Le Vaudreuil avec Baritchou DBT
- 2012 :
  - 7e du Grand Prix du CSI-5* de Bâle (Suisse) avec Orient Express*HDC
  - 2e du Grand Prix Coupe du Monde de Zurich (Suisse) avec Ornella Mail*HDC
  - 14e de la Finale Coupe du monde de Bois-le-Duc (Pays-Bas), avec Ornella Mail*HDC
  - 3e de la Coupe des Nations du CSIO-5* de Rotterdam (Pays-Bas) (1+0) avec Orient Express*HDC

2013 : 
- vainqueur du Grand Prix du CSI-5* des Hong Kong Masters avec Lacrimoso 3*HDC
- vainqueur du Grand Prix du CSIO de La Baule, du Grand Prix Coupe du monde d'Helsinki et 3e du Grand Prix CSIO d'Aix-la-Chapelle avec Orient Express*HDC
- vainqueur du Derby de La Baule avec Ornella Mail*HDC
- vainqueur du Master EADS du CSI-5* Chantilly et du Grand Prix du CSIO-5* de Barcelone avec Carinjo*HDC

2014
- Vice-champion du monde de saut d'obstacles par équipe, aux Jeux équestres mondiaux de Caen aux côtés de Simon Delestre, Pénélope Leprevost et Kevin Staut
- Vice-Champion du monde de saut d'obstacles en individuelle avec Orient Express*HDC
- Vice-Champion du monde de saut d'obstacles par équipe avec Orient Express*HDC
- 2e du Top Ten au CSI-5* de Genève avec Lacrimoso 3*HDC

### Coupe du monde 2011-2012

#### Résultats aux différents Grand Prix
- 14e du Grand Prix Coupe du Monde d'Oslo (Norvège) avec Ornella Mail*HDC
- 5e du Grand Prix Coupe du Monde d'Helsinki (Finlande) avec Ornella Mail*HDC
- 13e du Grand Prix Coupe du Monde d'Equita'Lyon avec Orient Express*HDC
- 9e du Grand Prix Coupe du Monde de Stuttgart (Allemagne) avec Orient Express*HDC
- 3e du Grand Prix Coupe du Monde de Genève (Suisse) avec Orient Express*HDC
- 16e du Grand Prix Coupe du Monde de Leipzig (Allemagne) avec Orient Express*HDC
- 2e du Grand Prix Coupe du Monde de Zurich (Suisse) avec Ornella Mail*HDC
- 17e du Grand Prix Coupe du Monde de Bordeaux  avec Ornella Mail*HDC

#### Résultat de la Finale
Patrice Delaveau et Ornella Mail*HDC terminent 14e de la Finale de la Coupe du monde de saut d'obstacles à Bois-le-Duc (Pays-Bas).

### Victoires en Grand Prix internationaux
| Grand Prix           | Année | Cheval             |
| -------------------- | ----- | ------------------ |
| CSI-5* de Geesteren  | 2008  | Katchina Mail      |
| CSI-5* de Gijon      | 2009  | Katchina Mail      |
| CSIO de Falsterbo    | 2011  | Orient Express*HDC |
| CSI-5* de Gijon      | 2011  | Orient Express*HDC |
| CSI-4* de Liège      | 2011  | Orient Express*HDC |
| CSI-5* de Hong Kong  | 2013  | Lacrimoso 3*HDC    |
| CSIO de La Baule     | 2013  | Orient Express*HDC |
| CSI-5* de Chantilly  | 2013  | Carinjo 9*HDC      |
| CSIO-5* de Barcelone | 2013  | Carinjo 9*HDC      |
| CSI-W de Helsinki    | 2013  | Orient Express*HDC |
| CSI-W de Leipzig     | 2014  | Lacrimoso 3*HDC    |